# Alberto Tacchini
Alberto Tacchini (* 6. Dezember 1967 in Limbiate) ist ein italienischer Jazzmusiker (Piano, Komposition).

## Wirken
Tacchini studierte bei Aldo Rossi sowie Franco D’Andrea und schloss sein Studium am Conservatorio „G. Verdi“ in Mailand mit Auszeichnung ab.
Im Rockjazz-Trio mit Marco Micheli und Roberto Gatto legte Tacchini 1995 sein Debütalbum Proving Ground vor. Daneben gehörte er zu den Gruppen von Tiziano Tononi, Daniele Cavallanti sowie Claudio Fasoli, mit denen es auch zu Veröffentlichungen kam. Er begleitete Tiziana Ghiglioni in verschiedenen Formationen, vom Duo bis zur gemeinsamen Band. Mit Toni Boselli und Valerio Della Fonte bildete er das Splay Trio (Stella by Starlight, 2013); zudem war er Mitglied im Nexus Orchestra, im Blast Unit Orchestra und im Tai No-Orchestra. Weiterhin arbeitete er mit Musikern wie Roberto Bonati, Giancarlo Schiaffini, Paolo Fresu, Gianluigi Trovesi, Alberto Mandarini, Riccardo Luppi, Roberto Ottaviano, Dino Betti van der Noot, Diana Torto, Lester Bowie, Roswell Rudd, Herb Robertson (The Missing Link), Charlie Mariano, Tony Moreno und Michel Godard. Er machte Radioproduktionen (drei Ausgaben des Programms Invenzioni a due voci für Rai Radio 3), trat auf vielen Musikfestivals in Italien auf, etwa bei Clusone Jazz, Iseo Jazz, Ah-um Milano Jazz Festival, Parmajazz frontiere, Genova Jazz, aber auch beim Jazzfestival in Braga und beim Festival Internacional de Cine Contemporáneo de la Ciudad de México.
Zudem lehrt Tacchini als Professor für Jazzpiano am Musikkonservatorium „Arrigo Boito“ in Parma.

## Preise und Auszeichnungen
1995 erhielt Tacchini ein Stipendium bei den Siena-Jazz-Seminaren als bester Pianist. 1999 gewann er den ersten Preis beim internationalen Wettbewerb Barga-Jazz 1999 in der Kategorie der Interpreten.

## Diskographische Hinweise
- Vertigo (Splasc(h) 2001, solo)
- Drops (Splasc(h) 2003, mit Giovanni Maier, UT Gandhi)
- Geometrics Trio: Strange Mathematics (Splasc(h) 2008, mit (Tiziano Tononi, Mark Dresser)
- Tiziana Ghiglioni – Alberto Tacchini: Songs (Soul Note 2011)[3]
- Space of Waiting (Splasc(h) 2015 mit Massimo Falascone, Cristiano Calcagnile)